# Fábrica de loza La Amistad
La fábrica de loza La Amistad fue un complejo fabril dedicado a la producción de lozas fundado en 1842 en Cartagena y desmantelado en 1893. Como su contemporánea, la fábrica de loza La Cartagenera (1880-1883), instalada también en el barrio de Borricén, fueron creadas ante la demanda burguesa de servicios de mesa y otras piezas decorativas, en imitación de las porcelanas. Ambas fábricas, ya desaparecidas, participaron en la Exposición Nacional de Minería, Artes Metalúrgicas, Cerámica, Cristalería y Aguas Minerales de 1883.

## Historia

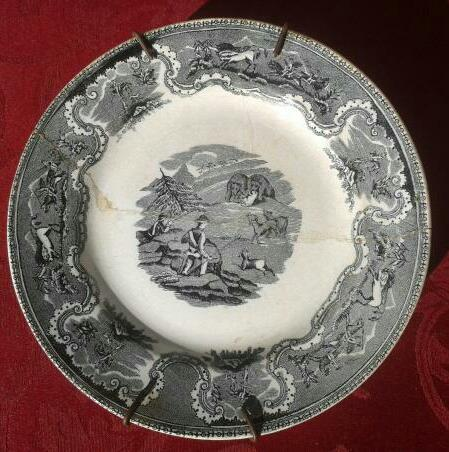
Plato de loza fina estampada con un molde de escena de caza.

La Amistad nació por iniciativa de varias familias cartageneras en 1842. En el contrato fundacional figuran Mateo Frates y Simplicio Maestre de San Juan como socios industriales, y Estanislao Rolandi e hijos, Antonio Sixto y los hermanos Juan y Tomás Valarino, como socios capitalistas. La fábrica, planteada como alternativa industrial a la loza inglesa, y dentro del conjunto de industrias que a lo largo del siglo xix se crearon en España, fue instalada en la hacienda de los Valarino en Borricén, y el barro se traería de los terrenos de Mateo Frates. La Amistad se puso en marcha en 1845, año en que se contrataron ceramistas ingleses para poner en activo la fábrica y sus hornos. El complejo contaba además con varios talleres, pozos y almacenes, y los edificios de la dirección y la portería.
Se produjo loza fina estampada con los típicos motivos geométricos, vegetales, chinescos, escenas de género (abundando las vistas huertanas, como una barraca junto a una palmera), cacerías, etc. Natacha Seseña menciona que tras su cierre a finales de dicho siglo, dos de sus empleados, los hermanos Benzal, montaron un taller cerámico en Cartagena que funcionó hasta 1945.

### Piezas especiales
Se han conservado piezas destacables únicas como la caja de un reloj dedicada a Cristóbal Colón, un tinajón esmaltado en gredas y dedicado a la Sociedad Económica, y el conjunto denominado “salón árabe” realizado en 1886 para la hija de Tomás Valarino con un llamativo trabajo de azulejería policromada en reflejo dorado en un «salón rectangular con tres arcos de medio punto al frente y vanos formados por arcos de herradura» en los demás lienzos.

## La Cartagenera Industrial Cerámica
Entre 1880 y 1883, se instaló en el mismo barrio de Borricén la fábrica “La Cartagenera Industrial Cerámica”, creada quizá para reforzar la participación murciana en la Exposición Nacional de Minería, Artes Metalúrgicas, Cerámica, Cristalería y Aguas Minerales de 1883.

## Marcas de fábrica

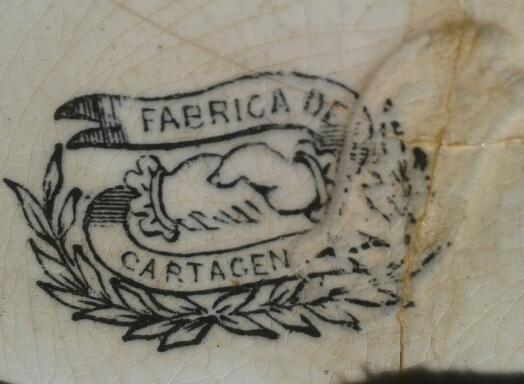
El sello fabril de las manos unidas, rodeado por la corona de laurel.

Un estudio sobre las marcas de las fábricas de loza del barrio de Borricén, en Alumbres, permite diferencias varios tipos de sello. El más común presenta «dos manos unidas» que, a su vez se acompañan opcionalmente de la leyenda Rolandi Valarino y Cía. Cartagena/china opaca (correspondiente quizá a la primera época, entre 1845-1870). Otras veces, las manos aparecen «rodeadas por una corona o rama de laurel» y con la leyenda Fábrica de Cartagena (en mayúsculas asimismo). También se registran marcas sin el motivo de las manos, unas con la inscripción Valarino/Cartagena y otras con Valarino, consideradas ambas de la segunda época, o sea manufactura posterior a 1870.
La marca de la citada empresa que tomó por nombre La Cartagenera Industrial Cerámica, y que se mantuvo tan solo durante tres años, es una simple cartela en la que se lee La Cartagenera.